# Nabundong
Nabundong is een bestuurslaag in het regentschap Padang Lawas Utara van de provincie Noord-Sumatra, Indonesië. Nabundong telt 365 inwoners (volkstelling 2010).